# Оренбургская улица (Москва)
Оренбургская улица — улица в районе Косино-Ухтомский Восточного административного округа Москвы.

## Происхождение названия
Ранее Оренбургская улица назвалась Улицей им. Моссовета  и входила в состав посёлка Косино, вошедшего в состав Москвы в 1984 году. 6 февраля 1986 года она была переименована и была названа по городу  Оренбургу.

## Описание
Улица начинается от Большой Косинской улицы и заканчивается тупиком. Почтовый индекс — 111622.

## Примечательные здания и сооружения
По чётной стороне
д. 10 — Школа № 1022
По нечётной стороне
д. 3А — Детская музыкальная школа имени Йозефа Гайдна
д. 15 — ВНИИ организации производства, труда и управления в сельском хозяйстве (ВНИОПТУСХ)
д. 15Б — Российская академия кадрового обеспечения агропромышленного комплекса (РАКО АПК)

## Транспорт
602  Выхино — Улица Чёрное Озеро
Ближайшие станции метро —  Улица Дмитриевского,  Лермонтовский проспект и  Косино.
Ближайшая железнодорожная платформа —  Косино.